# 南久保 (君津市)
南久保（みなみくぼ）は、千葉県君津市の地名。現行行政地名は南久保1丁目から3丁目。郵便番号は299-1154。

## 地理
市内北西部の小糸川下流右岸に位置する。一帯は君津市の中心市街地南部にあたり、住宅地が広がる。
北で久保、東で杢師、南で貞元、西で中野・台とそれぞれ隣接する（いずれも君津市）。地内は北から時計回りに1丁目 - 3丁目が所在する。

### 河川
- 小糸川

## 歴史

### 沿革
- 1978年（昭和53年）12月1日 - 君津市大字久保・中野・台・杢師の一部で住居表示実施[4]、南久保1丁目 - 3丁目成立。

## 統計
|             | 世帯数 | 人口  | 地図                               |
| ----------- | ------ | ----- | ---------------------------------- |
| 南久保1丁目 | 267    | 535   | 北緯35度19分40秒 東経139度54分7秒  |
| 南久保2丁目 | 282    | 597   | 北緯35度19分33秒 東経139度54分13秒 |
| 南久保3丁目 | 299    | 650   | 北緯35度19分30秒 東経139度54分0秒  |
| 計          | 848    | 1,782 |                                    |

1. ↑  “平成29年君津市人口”.   君津市 (2017年11月8日). 2017年11月20日閲覧。
2. ↑  単位：世帯
3. ↑  単位：人

## 小・中学校の学区
市立小・中学校に通う場合、学区は以下の通りとなる。
| 丁目        | 番地 | 小学校             | 中学校               |
| ----------- | ---- | ------------------ | -------------------- |
| 南久保1丁目 | 全域 | 君津市立周西小学校 | 君津市立周西南中学校 |
| 南久保2丁目 | 全域 | 君津市立周西小学校 | 君津市立周西南中学校 |
| 南久保3丁目 | 全域 | 君津市立周西小学校 | 君津市立周西南中学校 |

## 交通
地内を通る鉄道路線はない。最寄駅はJR内房線君津駅。

### バス
- 日東交通
  - 周西線 君津製鐵所行・中央門前行・大和田陸橋下行・イオンタウン君津行・君津駅南口行き・中島行
  - 畑沢線 君津駅南口行・木更津駅西口行（君津中央病院経由）

### 道路
一般県道
- 千葉県道158号君津青堀線

## 施設
南久保1丁目
- 市役所前公園[6]

南久保2丁目
- ワークマン君津店
- 増光寺
- 川田公園[6]

南久保3丁目
- 高畑公園[6]

公立小学校の学区は全域で君津市立周西小学校、公立中学校は君津市立周西南中学校。